# Psydrax parviflora
Psydrax parviflora är en måreväxtart som först beskrevs av Adam Afzelius, och fick sitt nu gällande namn av Diane Mary Bridson. Psydrax parviflora ingår i släktet Psydrax och familjen måreväxter.

## Underarter
Arten delas in i följande underarter:
- P. p. chapmanii
- P. p. melanophengos
- P. p. parviflora
- P. p. rubrocostata